# Chafurdão das Lancheiras

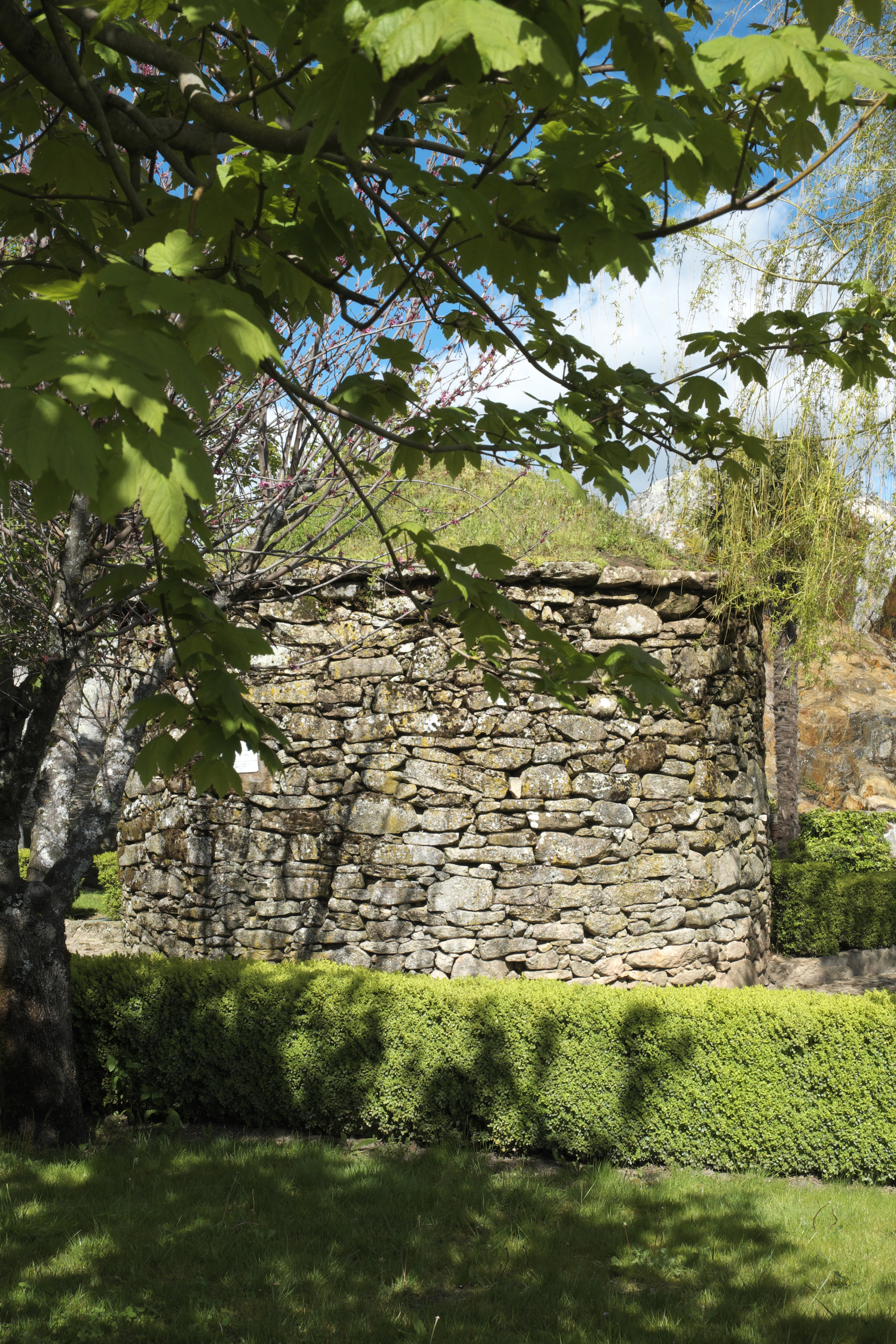
Chafurdão

Das Chafurdão das Lancheiras in der Gemeinde São João Baptista (Kreis Castelo de Vide, Distrikt Portalegre) gehört zur Gruppe der europaweiten Kraggewölbebauten aus Trockenmauerwerk, die in Portugal im Volksmund als Chafurdão bezeichnet werden.
Das Chafurdão von Lancheiras ist eine Hütte, die ursprünglich von Bauern oder Hirten als Unterschlupf, gegebenenfalls auch als Schafstall verwendet wurde. Das im Parque megalítico dos Coureleiros gelegene Denkmal ist noch nicht klassifiziert.
Die selten mehr als etwa 3,0 m hohen Rundbauten haben Durchmesser zwischen 3,5 und 10,0 m. Ihre Decke hat innen die Form einer Kugelkalotte. Sie ist das Ergebnis einer Technik, bei der Platten aus Granit oder Schiefer zu Kraggewölben angeordnet sind. Die Fugen zwischen den Platten sind mit kleineren Steinen, ohne Spuren von Mörtel, gefüllt. Oben wird die Struktur mit einer beweglichen Platte abgeschlossen, die gegebenenfalls den Luftaustausch erleichtert. Eine Tür und bisweilen eine kleine Fensteröffnung sind die Verbindungen nach außen. Die Architektur ähnelt sehr alten Eisenzeithäusern.
Obwohl die Gebäude im Ursprung nicht sehr alt sind (das älteste datierte stammt von 1733), ist die Geschichte der Bauten rätselhaft. Bisher wurden sehr wenige datiert. Einige liegen in der Umgebung anthropomorpher Felsgräber. 